# Страдуня
Страду́ня (пол. Stradunia) — река в Польше, левый приток верхней Одры, протекает по территории Глубчицкого, Прудницкого, Кендзежинско-Козельского и Крапковицкого поветов Опольского воеводства на юге страны.
Длина реки составляет 38,4 км, площадь водосборного бассейна — 280,5 км².
Страдуня начинается на высоте 267 м над уровнем моря около западной окраины села Львовяны в 3 км от польско-чешской границы, южнее города Глубчице. Генеральным направлением течения реки является северо-восток. Впадает в Одру на высоте 161 м над уровнем моря около присёлка Пшерва к западу от города Здзешовице. В нижней половине Страдуню пересекают железнодорожная линия № 137 и национальные автодороги 41 и 45.
Притоки (от истока): ручей Гнойник (левый), ручей Якубовицки-Поток (правый), ручей Грудынка (правый), ручей Лигоцки-Поток (правый).